# 秦紘
秦紘（1426年—1505年），字世纓，山東承宣布政使司兖州府單縣人，明朝政治人物，景泰辛未進士，歷仕四朝，弘治年間官至戶部尚書。

## 生平

### 景泰朝
景泰二年（1451年）辛未科進士，授南京監察御史。曾彈劾太監傅鎖兒罪，并進諫停止江南采翠毛、魚魫等。因遭到權貴忌恨，恰逢考察，被貶為湖廣驛丞。

### 天順朝
天順初年，因監察御史練綱舉薦，升爲雄縣知縣。當時奉御杜堅捕天鵝暴橫，秦纮逮捕其跟從并執杖，連坐下詔獄。五千民眾上疏求情，調任陝西府谷縣知縣。

### 成化朝
明憲宗繼位，升任葭州知州、秦州知州。母喪丁憂，州人乞留。除服，還任故職。再升鞏昌府知府，改西安府知府，升陝西右參政。
成化十三年（1476年），升任都察院右僉都御史，巡撫山西，奏鎮國將軍朱奇澗等罪，被誣陷下獄，之後調查無罪，而當時內官尚亨籍纮家，至發現敝衣數件。憲宗得知后感歎，賜鈔萬貫表彰，并奪奇澗等三人爵。改為河南巡撫，再調宣府巡撫。蒙古小王子達延汗率領數萬騎兵騷擾大同，并長驅直入順聖川，掠奪宣府境內。秦紘與總兵官周玉阻擋獲勝，進為左僉都御史。不久召還理院事，遷戶部右侍郎。萬安擠壓尹旻并誣陷其為旻黨，被降為廣西右參政，又升福建左布政使。

### 弘治朝
明孝宗弘治元年（1488年），因王恕舉薦，升左副都御史，總督漕運。次年，進右都御史，總督兩廣軍務，并評定當地瑤族民變。因劾總兵官安遠侯柳景貪污，連坐入獄，被罷免。幾月後，啟用為南京戶部尚書。弘治十一年（1498年），引疾去官。弘治十四年，蒙古入寇花馬池，兵抵平涼。秦紘受啟用，擔任戶部尚書兼右副都御史，總制三邊軍務。之後撫恤練兵、屯田治理，三年中四鎮晏然。弘治十七年，加太子少保，召還視部事。因年老連章力辭，乞致仕。詔賜敕乘傳歸。次年九月去世，年八十。贈少保，謚襄毅。